# Monschauer Straße 184 (Rölsdorf)

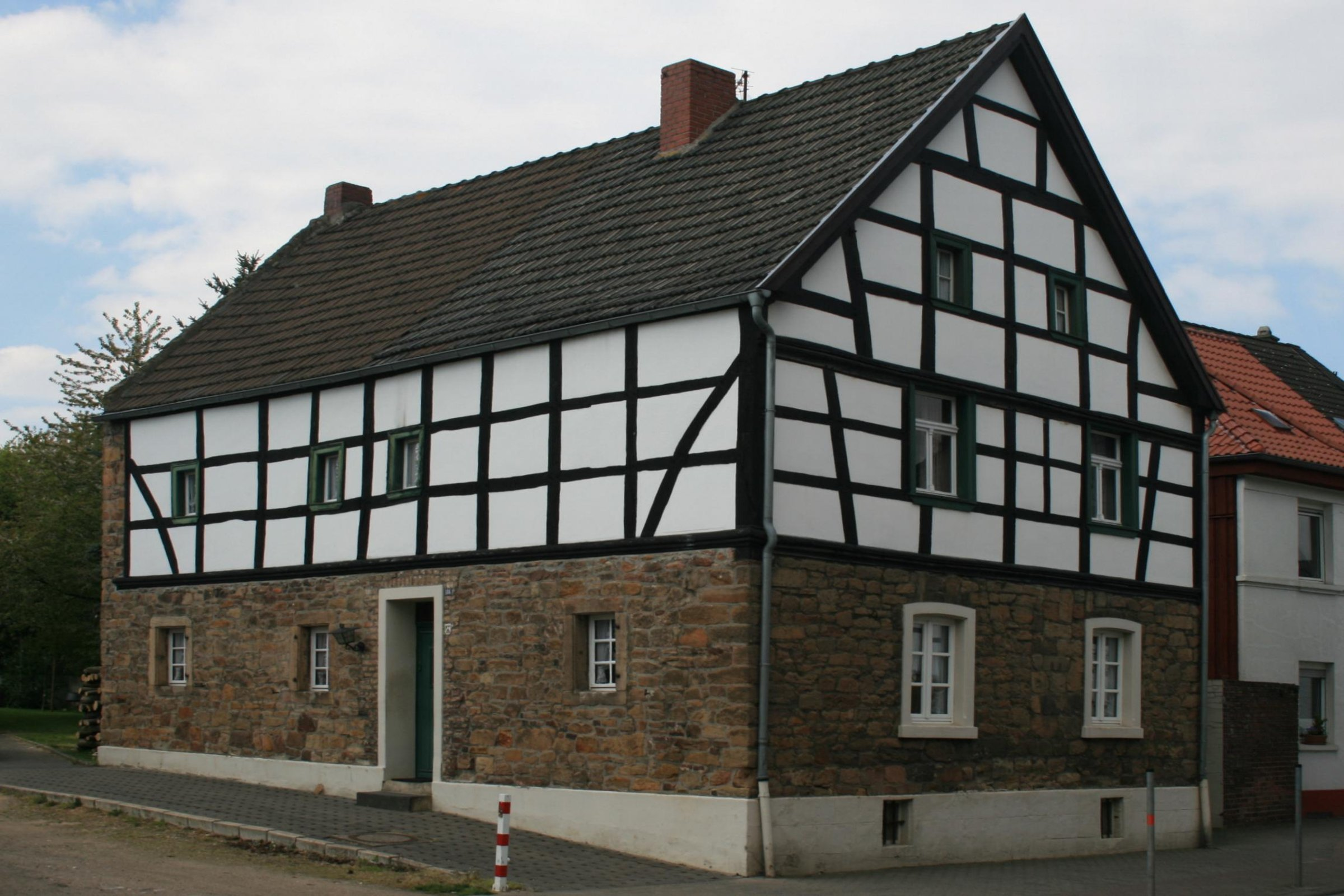

Das Wohnhaus Monschauer Straße 184  steht im Dürener Stadtteil Rölsdorf in Nordrhein-Westfalen. 
Das Gebäude wurde nach einer inschriftlichen Datierung im Jahre 1776 erbaut.
Das zweigeschossige giebelständige Wohnhaus hat ein Satteldach. Das Erdgeschoss ist aus Bruchstein und Gewänden aus Sandstein hergestellt. Im Obergeschoss befindet sich über profiliertem Rähm-Fachwerk. Traufseitig ist die Fensterteilung aus dem 18. Jahrhundert vorhanden. Auf der Giebelseite sind Fenster aus dem 19. Jahrhundert zu finden.
Direkt gegenüber dem Wohngebäude steht das ebenfalls denkmalgeschützte Hotel Jägerhof.
Das Bauwerk ist unter Nr. 1/028 in die Denkmalliste der Stadt Düren eingetragen.